# Кубок Вірменії з футболу 2002
Кубок Вірменії з футболу 2002 — 11-й розіграш кубкового футбольного турніру у Вірменії. Володарем кубка вдруге став Пюнік.

## Перший раунд
Перші матчі відбулися 30-31 березня, а матчі-відповіді — 3 і 6 квітня 2002 року.
| Команда 1              | Заг. | Команда 2        | 1-й матч | 2-й матч |
| ---------------------- | ---- | ---------------- | -------- | -------- |
| Динамо (Єгвард) (2)    | 0:13 | Пюнік            | 0:5      | 0:8      |
| Бананц                 | 4:1  | Карабах (Єреван) | 3:0      | 1:1      |
| Лорі                   | 1:9  | Міка             | 1:2      | 0:7      |
| Локомотив (Єреван) (2) | 1:7  | Ширак            | 1:6      | 0:1      |
| Армавір (2)            | 0:10 | Спартак (Єреван) | 0:6      | 0:4      |
| Спартак-2 (Єреван) (2) | 2:6  | Арарат           | 0:4      | 2:2      |
| Динамо-2000            | 3:0  | Котайк           | 2:0      | 1:0      |
| Пюнік-2                | 1:12 | Звартноц-ААЛ     | 1:6      | 0:6      |

## Чвертьфінали
Перші матчі відбулися 19-20 квітня, а матчі-відповіді — 27-28 квітня 2002 року.
| Команда 1    | Заг.    | Команда 2        | 1-й матч | 2-й матч |
| ------------ | ------- | ---------------- | -------- | -------- |
| Бананц       | 1:4     | Пюнік            | 1:2      | 0:2      |
| Міка         | 2:2 (ч) | Ширак            | 0:1      | 2:1      |
| Звартноц-ААЛ | 7:3     | Динамо-2000      | 3:3      | 4:0      |
| Арарат       | 2:3     | Спартак (Єреван) | 1:0      | 1:3      |

## Півфінали
Перші матчі відбулися 14-15 травня, а матчі-відповіді — 20-21 травня 2002 року.
| Команда 1    | Заг. | Команда 2        | 1-й матч | 2-й матч |
| ------------ | ---- | ---------------- | -------- | -------- |
| Пюнік        | 7:2  | Міка             | 4:1      | 3:1      |
| Звартноц-ААЛ | 3:1  | Спартак (Єреван) | 0:0      | 3:1      |

## Фінал
| 27 травня 2002 |

| Пюнік                   | 2:0 | Звартноц-ААЛ |
| ----------------------- | --- | ------------ |
| Діавара 18' Карамян 44' |     |              |

| Республіканський стадіон імені Вазгена Саркісяна, Єреван Глядачів: 10 000 Арбітр: Карен Налбандян |